# Botoşeşti-Paia
Botoşeşti-Paia es una comuna ubicada en el distrito de Dolj, Rumania.

## Superficie
Posee una superficie de 29,34 kilómetros cuadrados.

## Demografía
Hasta 2021 la población era de 585 habitantes, con una densidad de población de 19,94 habitantes por kilómetro cuadrado.